# Physoctonus debilis
Espèce
Synonymes
- Vaejovis debilis C. L. Koch, 1840
- Physoctonus physurus Mello-Leitão, 1934

Physoctonus debilis est une espèce de scorpions de la famille des Buthidae.

## Distribution
Cette espèce est endémique du Brésil. Elle se rencontre au Piauí, au Ceará, au Pernambouc et au Paraíba.

## Description
Les mâles décrits par  en mesurent 26,5 mm et 28,1 mm.

## Systématique et taxinomie
Cette espèce a été décrite sous le protonyme Vaejovis debilis par C. L. Koch en 1840. Elle est placée dans le genre Rhopalurus par Borelli en 1910 puis dans le genre Physoctonus par Lourenço en 2007.

## Publication originale
- C. L. Koch, 1840 : Die Arachniden. Nürnberg, vol. 8, p. 1-114 (texte intégral).